# Белов, Алексей Михайлович (библиограф)
Алексей Михайлович Белов (переводческий псевдоним А. Б. Михайлов) — русский историк, публицист, переводчик, библиограф, организатор библиотечного дела. Библиотекарь Государственной Думы России с 1910 по 1917 годы. Ввел в научный оборот термин «библиотечная библиография».

## Биография
Родился 10 марта 1867 г. в Москве.

### Образование
- 1877—1887. Обучение в Первой Московской гимназии;

- 1887—1891. Учеба на историко-филологическом факультете Московского университета (диплом первой степени);

### Служебная карьера
- 1894 г. — начало службы в Министерстве Внутренних дел;
- 1894 г. — избрание членом-корреспондентом и библиотекарем Императорского Общества любителей древней письменности;
- 1898 г. — начало службы в Канцелярии Его Императорского величества по принятию прошений. В служебные обязанности входили вопросы библиотековедения и библиографии исторических и общественно-юридических дисциплин;
- 1903 — избрание членом Русского Библиологического общества;
- 1910 — избрание библиотекарем Государственной Думы;
- 1911—1912 — заграничная командировка для изучения опыта работы парламентских библиотек Европы: Берлина, Вены, Лондона, Брюсселя и Парижа;
- 1917 — выход в отставку по состоянию здоровья;
- 1918—1925 г. — помощник заведующего библиотечной секцией Петроградского (Ленинградского) Губполитпросвета и заведующий Василеостровской районной библиотекой им. Л. Н. Толстого;
- 1919—1925 г. — чтение курса библиотечного дела в Педагогической академии Петрограда;
- С 1925 г. работал в иностранном отделе городской библиотеки Ленинграда;

### Творчество
А. М. Белов — автор трудов по проблемам каталогизации, библиологии, предметизации, работ о частных книгохранилищах, парламентских библиотеках, по истории библиографии.
В течение десятилетий А. М. Белов, будучи полиглотом, занимался плодотворной переводческой деятельностью. Только за 1908—1917 годы в журнале «Исторический Вестник» опубликовал переводы пятнадцати исторических романов французских, английских и немецких авторов (большинство под псевдонимом А. Б. Михайлов).
Помимо переводов, опубликовал ряд статей, посвященных биографиям русских деятелей. В том числе поэту П. В. Шумахеру («Ист. Вестник», 1910 г.), историку В. О. Ключевскому («Ист. Вестник», 1911 г.), академику Н. П. Кондакову («Ист. Вестник», 1916 г.) и др.

## Сочинения[3]
- Отчет библиотекаря Государственной думы [А. М. Белова] об осмотре им некоторых бельгийских, лондонских и парижских библиотек. — Санкт-Петербург, 1912. — 13 с.; 28 см;
- Отчет библиотекаря Государственной думы о поездке его за границу для осмотра парламентских библиотек Германии и Австрии / [Библиотекарь Гос. думы А. Белов]. — Санкт-Петербург, 191-?]. — 22 с. ; 28 см;
- Парламентские библиотеки, как особый тип библиотек государственных. Доклад общего собрания Общества библиотековедения в заседании 19 ноября 1912 г / А. Белов. — Санкт-Петербург: тип. «Герольд», 1913. — 13 с. ; 22 см;
- Правила составления каталогов алфавитного, систематического и предметного / [Библиотекарь Гос. думы Ал. Белов]; Библиотека Гос. думы. — Петроград: Гос. тип., 1915. — 162 с.; 27 см;
- По Австралии и островам Великого океана / Поездки Ф. Карпентера в изложении А. М. Белова; С 5 рис. — Петроград: Мысль, 1923. — 85 с. ил., карт.; 20 см. — (По земному шару / Под ред. С. П. Бобина);
- Алфавитный [предметный] каталог и аннотация / А. М. Белов. — Ленинград: Издательство Книжного сектора Л. Г. О. Н. О., 1925. — 25 с.; 24 см;
- Что такое предметный каталог и как его устроить в деревенской библиотеке — Ленинград: Государственное издательство. — 1925 — 36 с. (Ленинградский губполитпросвет);
- К истории описания книг по их коллективному автору. Доклад А. М. Белова — Москва: Б. и., 1929. — 178—180 с.; 25 см. (Труды II Всероссийского библиографического. съезда. Москва, 1929);
- Материалы к указателю литературы о Сибири на европейских языках с 1917 г. по 1930 г. / А. М. Белов. — Ленинград: изд. и тип. изд-ва Акад. наук СССР, 1931. — 35 с. ; 25х18 см. — (Труды Совета по изучению производительных сил / Акад. наук СССР);